# Słoneczniczka
Słoneczniczka (Helianthella Torr. & A.Gray) – rodzaj roślin z rodziny astrowatych. Wyróżnia się w jego obrębie ok. 9–11 gatunków. Zasięg rodzaju obejmuje zachodnią część Ameryki Północnej od Kolumbii Brytyjskiej w Kanadzie, poprzez zachodnią część Stanów Zjednoczonych po środkowy i południowo-zachodni Meksyk.
Niektóre gatunki są uprawiane jako rośliny ozdobne. W Polsce w uprawie spotykana jest słoneczniczka pięcionerwowa H. quinquenervis.

## Morfologia
PokrójByliny o łodygach wyprostowanych, osiągających od 20 do 150 cm wysokości, zwykle rozgałęzionych.
LiścieŁodygowe i odziomkowe, ulistnienie naprzeciwległe w dole pędu i skrętoległe w górze. Liście ogonkowe, przynajmniej dolne. Blaszka eliptyczna lub jajowata do równowąskiej, od nasady z trzema lub pięcioma głównymi wiązkami przewodzącymi, całobrzega, owłosiona lub naga.
KwiatyZebrane w koszyczki powstające pojedynczo na szczycie pędu lub zebrane po kilka–kilkanaście w baldachogroniaste kwiatostany złożone. Okrywy dzwonkowate do szeroko półkulistych o średnicy od 1 do 5 cm. Listki na okrywach ułożone są zwykle w trzech rzędach, są trwałe, równowąskie do jajowatych, dolne czasem liściopodobne. Dno kwiatostanowe mniej lub bardziej wypukłe z plewinkami odpadającymi wraz z owocami. Brzeżnych kwiatów języczkowych jest 8–21 i ich korona jest zawsze żółta. Kwiaty rurkowe wewnątrz koszyczka są obupłciowe i płodne, liczne (od 30 do kilkuset). Ich korony są żółte, fioletowe lub brązowe. Łatki na końcach rurki korony są trójkątne i jest ich 5.
OwoceNiełupki jajowate, mniej lub bardziej spłaszczone, na krawędziach często oskrzydlone i orzęsione, poza tym nagie lub szorstko owłosione. Puchu kielichowego brak lub składa się on z dwóch szydlastych łusek i kilku łusek postrzępionych.

## Systematyka
Pozycja systematyczna
Rodzaj z plemienia Heliantheae w podrodzinie Asteroideae z rodziny astrowatych Asteraceae.
Wykaz gatunków
- Helianthella californica A.Gray
- Helianthella castanea Greene
- Helianthella ciliata S.F.Blake
- Helianthella durangensis B.L.Turner
- Helianthella gypsophila B.L.Turner
- Helianthella mexicana A.Gray
- Helianthella microcephala A.Gray
- Helianthella parryi A.Gray
- Helianthella quinquenervis (Hook.) A.Gray – słoneczniczka pięcionerwowa
- Helianthella uniflora Torr. & A.Gray
- Helianthella weberi B.L.Turner